# Samm Sinclair Baker
Pour les articles homonymes, voir Baker.
Œuvres principales
Murder - Very Dry
Samm Sinclair Baker, né le 29 juillet 1909 à Paterson, au New Jersey, et décédé le 5 mars 1997 à New York, est un écrivain américain, auteur de roman policier et coauteur de nombreux howtos et ouvrages de développement personnel, notamment dans le domaine de la diététique.

## Biographie
Né de parents immigrés d'Europe de l'Est, il travaille dans une usine de tissage avant de devenir écrivain et cartooniste pigiste. Après un déménagement à New York, il se lance dans la publicité, tout en poursuivant son travail de free-lance. Il épouse l'artiste peintre américaine Natalie Bachrach.
Il est le coauteur des livres à succès The Complete Scarsdale Medical Diet (en) décrivant le "régime Scarsdale" et The Doctor's Quick Weight Loss Diet (en). Il est aussi cofondateur d'une entreprise de produits de jardinage et a écrit divers livres de jardinage.
Dans les années 1940 et 1950, il écrit des nouvelles et des romans policiers.
Il arrête de travailler dans le milieu de la publicité en 1968 pour se dédier à plein temps à l'écriture. 
Il décède à New York en 1997.

## Œuvre

### Romans policiers
- One Touch of Blood (1955)
- Murder - Very Dry (1956) Publié en français sous le titre Télé-Meurtre, Paris, Presses de la Cité, coll. « Un mystère » no 522, 1960
- A Chance on Murder (1959)

### Nouvelles policières
- Love Me, She’s Dead! (mars 1948)
- She Kissed Him Dead (1949)
- Terror’s Timetable (juin 1950)
- Gourmet’s Choice (décembre 1966)

### Autres publications
- Miracle Gardening Encyclopedia (1961)
- Your Key to Creative Thinking: how to get more and better ideas (1962)
- The Indoor and Outdoor Grow-it Book (1965)
- The Doctor's Quick Weight Loss Diet (1967), en collaboration avec le docteur Irwin Maxwell Stillman
- The Permissible Lie: the inside truth about advertising (1968)
- The Doctor's Quick Inches-off Diet (1969)
- Introduction to Art : a guide to the understanding and enjoyment of great masterpieces (1969)
- Gardening Do's and Don't's: how to grow your lawn and gardens best to prevent trouble before it happens (1970)
- The Doctor's Quick Weight Loss Diet Cookbook (1972)
- Dr. Stillman's 14-day Shape-up Program: an amazing new diet to slim (1974)
- The Complete Scarsdale Medical Diet Plus Dr. Tarnower's Lifetime Keep-slim Program (1978), en collaboration avec le docteur Herman Tarnower
- The Delicious Quick-trim Diet (1983)
- Writing Nonfiction That Sells (1986)